# 新明里橋
新明里橋（しんあかりばし）は、福井県福井市中心部の足羽川に架かる橋。

## 概要
右岸（北詰） 福井県福井市光陽2丁目、福井県福井市光陽3丁目
左岸（南詰） 福井県福井市明里町、福井県福井市加茂河原1丁目
車線数：4車線（片側2車線）

## 交通
京福バス：「福井競輪場前」下車すぐ。
コミュニティバスすまいる：西ルート（照手・足羽方面）「新明里橋北」下車すぐ。

## 周辺
- 福井競輪場
- 足羽山